# Charles Zwolsman (1979)

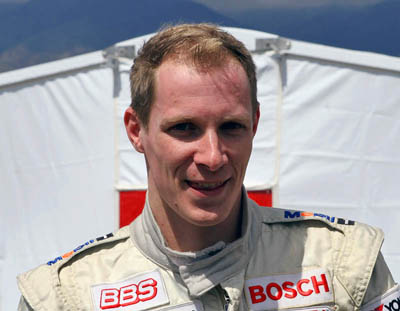
Zwolsman in 2006

Charles Zwolsman (Amsterdam, 15 juni 1979) is een Nederlands autocoureur die in 2006 uitkwam in de Champ Car.
Zoals zovele coureurs komt Zwolsman ook uit de karts. In 1999 racet hij in de Duitse Formule Ford. In 2000 en 2001 rijdt hij Formule Renault 2.0. Na de Formule 3 stapt hij over naar de Amerikaanse Formula Atlantic-kampioenschap, welke hij weet te winnen. Na zijn kampioenschap nam hij al gelijk deel aan de laatste Champcar race van het seizoen in Mexico, hij maakte een goede indruk en werd 13e. In 2006 draaide Zwolsman een volledig Champ Car seizoen bij Conquest Racing. Hij viel de eerste twee races uit maar finishte daarna elke race in de punten. Hij werd 13e dat seizoen met 161 punten. Zijn contract werd hierna vanwege financiële redenen niet verlengd in 2007 en dus ging hij alternatieven zoeken. Het duurde even voor hij dit vond en in 2007 en 2008 was het erg stil rondom Zwolsman.
In 2009 zal hij weer gaan racen nu in de Le Mans Series. Zwolsman zal, net als Christijan Albers, uitkomen voor het privateer team van Collin Kolles met een open raceauto en wel de voorheen zeer succesvolle Audi R10 sportscar.
Op 28 oktober 2011 begon justitie een proces tegen Zwolsman. Zwolsman werd ervan verdacht dat hij met anderen vele miljoenen euro's crimineel verdiend geld had witgewassen via de racewereld in de Verenigde Staten. Dat was volgens het Openbaar Ministerie onder meer gebeurd in de Champ Car klasse, waarin Zwolsman uitkwam.
Zwolsman jr. verzette zich tegen deze beschuldigingen en nadat er grote investeerders/sponsoren werden vrijgesproken in 2013 was er ook vrijspraak voor Zwolsman in 2016.